# سابيا (نبات)
السَّابِيا هو جنس من النباتات المزهرة في الفصيلة السابية.